# Nowy Lipowiec
Nowy Lipowiec – wieś w Polsce położona w województwie lubelskim, w powiecie biłgorajskim, w gminie Księżpol.
| SIMC    | Nazwa      | Rodzaj    |
| ------- | ---------- | --------- |
| 0892300 | Ostasze    | część wsi |
| 0892317 | Pod Rydlem | część wsi |

W latach 1975–1998 miejscowość administracyjnie należała do województwa zamojskiego. 
Wieś jest sołectwem w gminie Księżpol. Według Narodowego Spisu Powszechnego z roku 2011 wieś liczyła 115 mieszkańców i była piętnastą co do liczby ludności miejscowością gminy.
Wierni Kościoła rzymskokatolickiego należą do parafii Świętych Apostołów Piotra i Pawła w Starym Majdanie.